# Malacatán
Malacatán är en kommunhuvudort i Guatemala.   Den ligger i departementet Departamento de San Marcos, i den västra delen av landet, 170 km väster om huvudstaden Guatemala City. Malacatán ligger 397 meter över havet och antalet invånare är 14 923.
Terrängen runt Malacatán är kuperad åt nordost, men åt sydväst är den platt. Runt Malacatán är det tätbefolkat, med 383 invånare per kvadratkilometer. Malacatán är det största samhället i trakten. Omgivningarna runt Malacatán är en mosaik av jordbruksmark och naturlig växtlighet.